# 1948 în artă
← 1945 în artă — 1946 în artă — 1947 în artă ——  1948 în artă  —— 1949 în artă — 1950 în artă — 1951 în artă →
1948 în artă implică o serie de evenimente:

## Evenimente

### Evenimente artistice oriunde
- Vara – Expozițiile de artă ale cunoscutei Bienale de la Veneția sunt „revigorate,” introducând expresionismul abstract american iubitorilor de artă din Europa, respectiv o parte din Colecția lui Peggy Guggenheim, prin participarea acestora la Veneția.
- 8 noiembrie – COBRA (mișcare de avangardă) este formată de artiști plastici, Karel Appel, Constant, Corneille, Christian Dotremont, Asger Jorn și Joseph Noiret.
- Georges Braque începe să lucreze la seria sa Ateliers - Ateliere.
- Un club privat, The Colony Room Club, dedicat doar membrilor băutori (drinking club), deschis la adresa 41 Dean Street, Soho, London, este fondat și prezidat de Muriel Belcher. Pictorul Francis Bacon devine membru al clubului în aceeași zi, stabilindu-l ca centru pentru „elita artistică alcoolică” a Londrei.[1]
- Cadillac introduce designul stilistic cunoscut ca tail-fin (coadă - aripă inotătoare, de pește), după designul lui Frank Hershey, autorizat de Harley Earl.
- Aflat deja în Italia, de peste un an, Lucio Fontana, împreună cu un grup de artiști plastici italieni, lansează al treilea manifest spațialist (după Manifesto Blanco, 1946, în Argentina și Primo Manifesto dello Spazialismo – Primul manifest al spațialismului, 1947, în Italia).

Autori acestui al treilea manifest sunt Lucio Fontana, Gianni Dova, Beniamino Joppolo, Giorgio Kaisserlian și Antonino Tullier. Se poate remarca, față de manifestul spațialist din 1947, lipsa dintre autori a Milenei Milani, dar și „venirea” altor doi artști plastici, Gianni Dova și Antonino Tullier. În anii ulteriori, vor urma și alte manifeste spațialiste.

## Decese
- 8 ianuarie — Kurt Schwitters, artist plastic german (pictor, grafician, sculptor, tipograf, colagist, artist în medii variate) participant la varii mișcări artistice, incluzând dadaismul, constructivismul și suprarealismul, (n. 20 iunie 1887)[2]

## Galerie (lucrări din 1948)
- Lucrări reprezentative